# Райт (Міннесота)
Райт (англ. Wright) — місто (англ. city) в США, в окрузі Карлтон штату Міннесота. Населення — 168 осіб (2020).

## Географія
Райт розташований за координатами 46°40′20″ пн. ш. 93°0′26″ зх. д. / 46.67222° пн. ш. 93.00722° зх. д. (46.672161, -93.007170).  За даними Бюро перепису населення США в 2010 році місто мало площу 4,01 км², уся площа — суходіл. В 2017 році площа становила 3,79 км², уся площа — суходіл.

## Демографія
Згідно з переписом 2010 року, у місті мешкало 127 осіб у 52 домогосподарствах у складі 33 родин. Густота населення становила 32 особи/км².  Було 62 помешкання (15/км²).
Расовий склад населення:
| - 97,6 % — білих - 0,8 % — корінних американців - 0,8 % — азіатів |

До двох чи більше рас належало 0,8 %. Частка іспаномовних становила 0,0 % від усіх жителів.
За віковим діапазоном населення розподілялося таким чином: 26,8 % — особи молодші 18 років, 60,6 % — особи у віці 18—64 років, 12,6 % — особи у віці 65 років та старші. Медіана віку мешканця становила 37,5 року. На 100 осіб жіночої статі у місті припадало 111,7 чоловіків;  на 100 жінок у віці від 18 років та старших — 106,7 чоловіків також старших 18 років.
Середній дохід на одне домашнє господарство  становив 47 316 доларів США (медіана — 42 857), а середній дохід на одну сім'ю — 56 066 доларів (медіана — 43 929). За межею бідності перебувало 24,3 % осіб, у тому числі 26,0 % дітей у віці до 18 років та 17,6 % осіб у віці 65 років та старших.
Цивільне працевлаштоване населення становило 58 осіб. Основні галузі зайнятості: мистецтво, розваги та відпочинок — 22,4 %, освіта, охорона здоров'я та соціальна допомога — 20,7 %, роздрібна торгівля — 15,5 %, будівництво — 15,5 %.